# Destrózame
Destrózame es el primer tema del primer material Una vida no es suficiente de la banda Insite.

## Temática
La canción habla sobre una pareja que quiere reconciliarse, pero que luego se olvidan del tema, la canción toma un punto diferente cuando se llega al coro, ya que habla así; 
Eso indica que la relación ya no es lo primordial sino la destrucción entre ambos, y para sobrevivir y acabar con su enemigo necesitarán muchas vidas.